# Saint-Christophe-du-Luat
Saint-Christophe-du-Luat korábbi község Franciaország Loire mente régiójában, Maine-et-Loire megyében. 2019. január 1-jén két másik korábbi községgel egyesült és Évron új község része lett.
Lakosainak száma 766 fő (2018. január 1.). Saint-Christophe-du-Luat Neau, Brée, La Chapelle-Rainsouin, Châtres-la-Forêt, Évron, Livet és Montsûrs községekkel határos.

## Népesség
A település népessége az elmúlt években az alábbi módon változott:
| Lakosok száma | 528  | 541  | 526  | 553  | 703  | 780  | 786  | 788  | 766  | 766  |
|               | 1968 | 1975 | 1982 | 1999 | 2006 | 2011 | 2013 | 2016 | 2017 | 2018 |